# Feale
Le Feale (en anglais : Feale River et en irlandais : An Fhéil) est un cours d'eau des montagnes Mullaghareirk (en) principalement dans le comté de Cork, au sud-ouest de l'Irlande.